# Міст на Жепі
Міст на річці Жепі (серб. Мост на ријеци Жепи) — кам'яний міст, розташований у громаді Рогатиця, у селі Жепа Республіки Сербської Боснії і Герцеговини. Кам'яний міст датований періодом Османської імперії.
Знаходився у місці злиття річок до 1966 року. Пізніше його було демонтовано та реконструйовано в іншому місці через будівництво гідроелектростанції. Розташований за 500 м від Жепи. Входить до списку національних пам'яток Боснії і Герцеговини.